# Луньяно-ін-Теверина
Луньяно-ін-Теверина (італ. Lugnano in Teverina) — муніципалітет в Італії, у регіоні Умбрія,  провінція Терні.
Луньяно-ін-Теверина розташоване на відстані близько 80 км на північ від Рима, 65 км на південь від Перуджі, 26 км на захід від Терні.
Населення — 1515 осіб (2014).

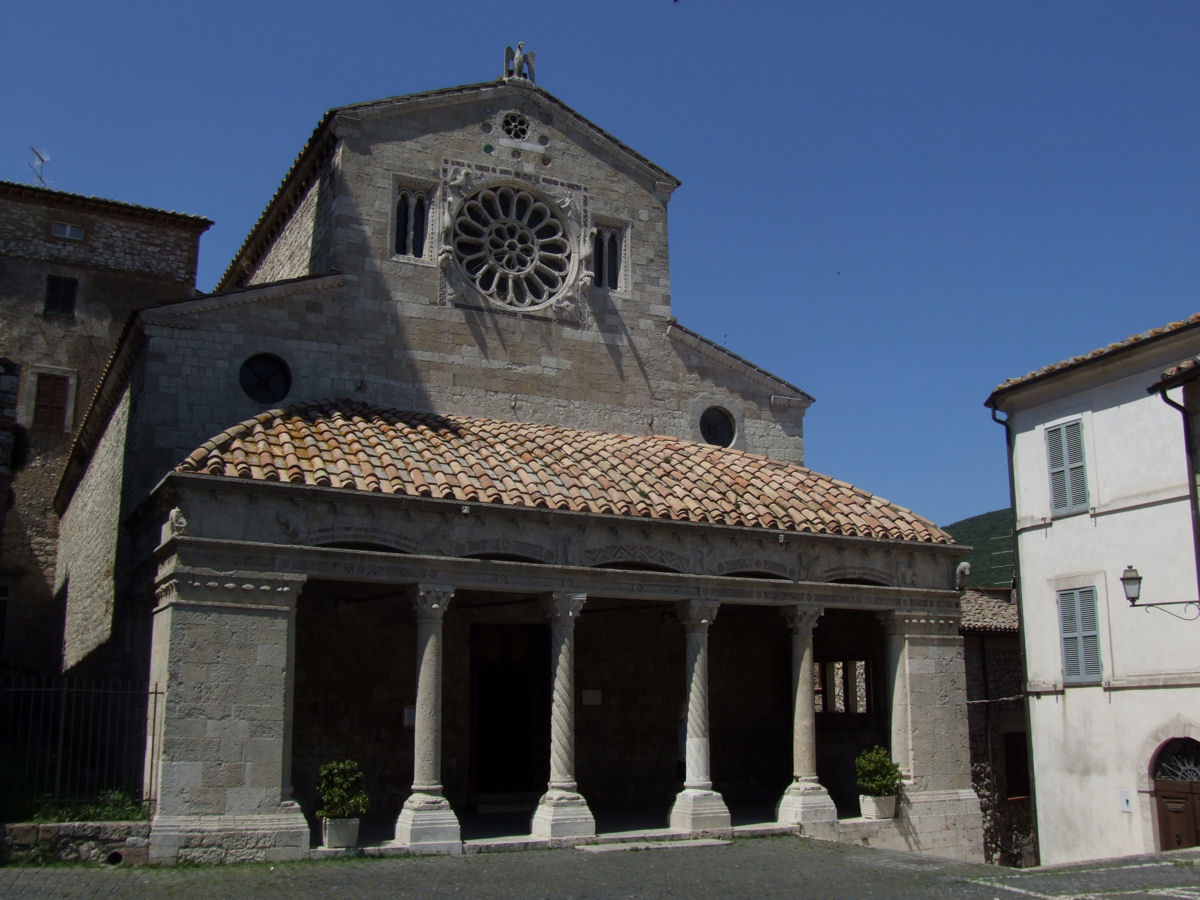

Щорічний фестиваль відбувається 15 серпня. Покровителька — Богородиця Небовзята.

## Демографія
Населення за роками:

Станом на 1 січня 2023 року в муніципалітеті офіційно проживало 89 іноземців з 23 країн, серед них 53 громадяни країн Євросоюзу та 4 громадяни України.

## Сусідні муніципалітети
- Альв'яно
- Амелія
- Аттільяно
- Граффіньяно